# مانويل إنريكيز
مانويل إنريكيز (بالإسبانية: Manuel Enríquez Salazar)‏ هو تربوي وعازف كمان وملحن مكسيكي، ولد في 17 يونيو 1926 في Ocotlán Municipality ‏ في المكسيك، وتوفي في 30 أبريل 1994 في مدينة مكسيكو في المكسيك.

## وصلات خارجية
- مانويل إنريكيز على موقع IMDb (الإنجليزية)
- مانويل إنريكيز على موقع ميوزك برينز (الإنجليزية)
- مانويل إنريكيز على موقع ديسكوغز (الإنجليزية)